# Themīs Panou
Themīs Panou (in greco Θέμης Πάνου?; Istanbul, 1960) è un attore greco.

## Biografia
Attore del Teatro nazionale della Grecia, per il film Miss Violence (2013) ha vinto la Coppa Volpi per la migliore interpretazione maschile alla 70ª Mostra internazionale d'arte cinematografica di Venezia. 

## Filmografia parziale
- Un tocco di zenzero (Politikī kouzina), regia di Tasos Mpoulmetīs (2003)
- Miss Violence, regia di Alexandros Avranas (2013)
- Adults in the Room, regia di Costa-Gavras (2019)